# ۲-نوننال
۲-نوننال (به انگلیسی: 2-Nonenal) با فرمول شیمیایی C۹H۱۶O یک ترکیب شیمیایی با شناسه پاب‌کم ۵۲۸۳۳۳۵ است. که جرم مولی آن ۱۴۰٫۲۲ می‌باشد. شکل ظاهری این ترکیب، مایع بی‌رنگ است.